# Леонтий Хагемайстер
Леонтий Андрианович Хагемайстер (Лудвиг Август фон Хагемайстер) (на руски: Леонтий Андрианович Гагемейстер; на немски: Ludwig August von Hagemeister) е балтийски германец, руски флотски офицер, капитан 1-ви ранг, втори губернатор на Руска Америка, изследовател.

## Произход и военна кариера (1780 – 1806)
Роден е на 16 юни 1780 година в имението Дростенхоф, близо до град Цесис, Руска империя (днес в Латвия), в семейство на балтийски немци. Баща му е майор от руската армия. От 10-годишна възраст се възпитава при чичо си в Ревел (днес Талин).
През 1795 постъпва като доброволец в Балтийския флот и още през следващата година участва в плавания до Англия, Холандия и Франция. През 1797 е произведен в първи офицерски чин – мичман. В началото на 1798 е преместен в Архангелск и през пролетта на същата година с руска военна ескадра заминава за Англия. Отличава се при дебаркирането на англо-руските войски на 15 август 1799 в Холандия.
През 1802 заедно с други млади офицери е изпратен на подготовка в Англия, където пребивава до 1806. Там служи на различни английски военни кораби като плава до Антилските острови, западните брегове на Африка и Средиземно море. През 1804 е произведен в лейтенант.

## Изследователска дейност (1806 – 1833)

### Първо плаване до Руска Америка (1806 – 1811)
През август 1806 Хагемайстер е назначен за командир на кораба „Нева“, който току-що се е завърнал от околосветско плаване под командването на Юрий Лисянски. На 20 октомври 1806 отплава от Кронщад и през Атлантическия океан, Бразилия, нос Добра Надежда, Индийския океан, Австралия и Тихия океан пристига в Руска Америка през септември 1807. През 1808 – 1809 изследва бреговете на Аляска и северната част на Тихия океан. Поради започналата Англо-руска война завръщането по море е невъзможно и се налага корабът да се изостави в пристанището на Петропавловск Камчатски, а екипажът се прибира в Петербург през Сибир в началото на 1811. За своето плаване Хагемайстер е награден с орден „Свети Владимир“ 4-та степен и 600 рубли пожизнена пенсия. Същата година е произведен в капитан-лейтенант.
От 1812 до 1815 възглавява Иркутското адмиралтейство и под негово ръководство е построен първия кораб за изследване на езерото Байкал. През 1815 е командирован в Швеция, Норвегия, Англия и Франция за повишаване на мореходните си умения.

### Околосветско плаване (1816 – 1819) и губернаторска длъжност (1817 – 1818)
От 8 септември 1816 до 7 септември 1819 извършва околосветско плаване на корабите „Кутузов“ и „Суворов“, вторият командван от лейтенант Захар Понафидин. Преминава през Копенхаген, Рио де Жанейро, нос Хорн и Каляо (Перу) и на 24 ноември 1817 пристига в Новоархангелск. От 11 януари 1817 до 24 октомври 1818 изпълнява длъжността губернатор на Руска Америка, като заменя на този пост Александър Баранов. По време на 8-месечното си пребиваване в Аляска картира големи участъци от северозападното крайбрежие на Северна Америка. От 27 ноември 1818 до 7 септември 1819 извършва обратно плаване до Кронщад през Индонезия, Индийския океан и нос Добра Надежда.
След завръщането си от Аляска, през 1821 Хагемайстер изпада в немилост, излиза в оставка, произведен е в капитан 2-ри ранг и започва да се занимава със селско стопанство в своето имение.

### Второ околосветско плаване (1828 – 1830)
На 27 януари 1828 с височайши указ е възстановен на служба с предишния си чин капитан-лейтенант и назначен за командир на кораба „Кроткий“, с който на 10 септември 1828 отплава от Кронщад за Камчатка. Преминава през Копенхаген, Портсмут, о-вите Зелени нос, нос Добра Надежда и Тасмания и на 26 март 1829 акостира в пристанщето на Сидни. По пътя за там отново е повишен в звание капитан 2-ри ранг.
На 7 май 1829 „Кроткий“ отплава от Сидни, на 28 май вторично открива остров Оушън (Океан, Банаба, 0°51′ ю. ш. 169°32′ и. д. / 0.85° ю. ш. 169.533333° и. д.) и атола Кваджелейн (юни, вторично, 8°43′ с. ш. 167°44′ и. д. / 8.716667° с. ш. 167.733333° и. д.) в Маршаловите о-ви и уточнява положението на редица други острови от същия архипелаг и на 10 юли пристига в Камчатка.
Престоява в Петропавловск Камчатски до 3 октомври, на 26 октомври пристига в Новоархангелск, а на 3 ноември го напуска, след като се установява, че не необходимо присъствие на руски кораби в района. Преминава през Сан Франсиско и остров Таити, където „Кроткий“ едва се спасява от корабокрушение. През януари 1830 в архипелага Туамоту вторично открива атола Апатаки (15°19′ ю. ш. 146°18′ з. д. / 15.316667° ю. ш. 146.3° з. д.). На 11 февруари 1830 заобикаля нос Хорн, на 1 май достига до Рио де Жанейро и от там през Портсмут и Копенхаген на 16 септември 1830 се завръща в Кронщад.
За успешното приключване на плаването е награден с орден „Света Ана“ 2-ра степен и повишен в чин капитан 1-ви ранг, а малко след това за заслугите му към географските изследвания е избран за почетен член на Руското минераложко дружество.

## Последни години (1830 – 1833)
С указ на Морското министерство от 5 ноември 1830 е назначен за директор на училището за търговско мореплаване. Започва да подготвя ново плаване до Руска Америка на кораба „Америка“, но на 23 декември 1833 година внезапно умира от апоплектичен удар в Санкт Петербург на 53-годишна възраст.

## Памет
Неговото име носят:
- атол Хагемайстер (Апатаки (15°19′ ю. ш. 146°18′ з. д. / 15.316667° ю. ш. 146.3° з. д.), в Тихия океан, архипелага Туамоту;
- връх Хагемайстер, в Аляска, архипелага Александър;
- остров Хагемайстер ((58°40′ с. ш. 160°56′ з. д. / 58.666667° с. ш. 160.933333° з. д.), в Берингово море, Аляска;
- проток Хагемайстер ((58°46′ с. ш. 161°03′ з. д. / 58.766667° с. ш. 161.05° з. д.), в Берингово море, отделящ остров Хагемайстер от континента.